# ميرسيدس بنز إي كلاس (دبليو 211)
ميرسيدس-بنز إي كلاس هي سيارة من صناعة دايملر أنتجت في 2002 وتوقف إنتاجها في 2009.